# Bliss (ópera)
Bliss (título original en inglés; en español, Éxtasis) es una ópera en tres actos con música de Brett Dean y libreto de Amanda Holden, basado en la novela Bliss de Peter Carey, que ya había sido dramatizado en el cine: Bliss (1985). Se estrenó en la Ópera de Sídney el 12 de marzo del 2010. 
En las estadísticas de Operabase aparece con dos representaciones en el período 2005-2010.

## Personajes
| Personaje                                          | Tesitura             | Reparto del estreno, 12 de marzo de 2010 Director: Elgar Howarth |
| -------------------------------------------------- | -------------------- | ---------------------------------------------------------------- |
| Harry Joy                                          | barítono             | Peter Coleman-Wright                                             |
| Betty Joy                                          | soprano              | Merlyn Quaife                                                    |
| Honey B                                            | soprano              | Lorina Gore                                                      |
| Alex                                               | barítono             | Barry Ryan                                                       |
| David Joy                                          | tenor                | David Corcoran                                                   |
| Lucy Joy                                           | soprano              | Taryn Fiebig                                                     |
| Johnny                                             | tenor                | Kanen Breen                                                      |
| Reverendo Des / Oficial de Policía 2 / "Enfermera" | barítono-bajo        | Shane Lowrencev                                                  |
| Aldo / Nigel Clunes                                | tenor                | Henry Choo                                                       |
| Mrs Dalton                                         | mezzosoprano         | Milijana Nikolic                                                 |
| Oficial de Policía 1 / Médico de Betty             | tenor                | Stephen Smith                                                    |
|                                                    | Violinista en escena | Erkki Veltheim                                                   |
| Coro, ballet                                       |                      |                                                                  |
| Director                                           | Director             | Neil Armfield                                                    |
| Coreografía                                        | Coreografía          | Kate Champion                                                    |
| Vestuario                                          | Vestuario            | Alice Babidge                                                    |
| Diseño de vestuario                                | Diseño de vestuario  | Brian Thomson                                                    |
| Iluminación                                        | Iluminación          | Nigel Levings                                                    |